# モーデル作用素
モーデル作用素(モーデルさようそ、Mordell operator)とは、関数{\displaystyle \Delta (z):=q\prod _{n=1}^{\infty }\left(1-q^{n}\right)^{24}}に作用する作用素。

## 定義
各素数{\displaystyle p}に対して、
モーデル作用素{\displaystyle T(p)}は、ラマヌジャンが考察した関数{\displaystyle \Delta (z)}

{\displaystyle \Delta (z):=q\prod _{n=1}^{\infty }\left(1-q^{n}\right)^{24}=:\sum _{n=1}^{\infty }\tau (n)q^{n},\quad q:=\exp \left(2\pi iz\right),\quad z\in H:=\{\zeta |\mathrm {Im} \zeta >0\},}
に作用する作用素として、以下のように定義される
。
{\displaystyle (T(p)\Delta )(z):={\frac {1}{p}}\sum _{l=0}^{p-1}\Delta \left({\frac {z+l}{p}}\right)+p^{11}\Delta (pz).}

## 歴史
1916年にラマヌジャンは{\displaystyle \tau (p)}に関して、次の2つの命題を予想した。
- ディリクレ級数{\displaystyle L(s,\Delta )}を{\displaystyle L(s,\Delta ):=\sum _{n=1}^{\infty }\tau (n)n^{-s}}と定義すると{\displaystyle L(s,\Delta )=\prod _{p=\mathrm {prime\;number} }\left(1-\tau (p)p^{-s}+p^{11-2s}\right)^{-1}}が成立する。
- 素数{\displaystyle p}に対して、{\displaystyle |\tau (p)|<2p^{11/2}}が成立する。(「ラマヌジャン予想」と呼ばれる。1974年にドリーニュによって証明された。)

さらに、次の命題を証明した。
- 素数{\displaystyle p}に対して、{\displaystyle \tau (p)\equiv 1+p^{11}(\mod 691).}

1917年、モーデルはこの3つのうち最初の命題を証明した
。
その時の証明の中で、モーデル作用素を定義し、
{\displaystyle \Delta (z)}がモーデル作用素の固有状態で、その固有値が{\displaystyle \tau (p)}であることを示した。
{\displaystyle (T(p)\Delta )(z)=\tau (p)\Delta (z).}